# Высокое (Мошенской район)
Высо́кое — деревня в Ореховском сельском поселении Мошенского района Новгородской области. На 2014 год в деревне не осталось жителей.

## География
Расположена на юге района недалеко от административной границы с Тверской областью. Ближайшие населённые пункты: деревни Павлицево и Жерновки, а также упразднённая в 2012 году деревня Нивки.
Вокруг деревни можно найти необлесённые участки — от хуторов окружавших деревню в начале XX века: урочище Хващёво, урочище Никулино, урочище Ельцово (деревня Ельцово снята с регистрации решением облисполкома 26.01.1976 № 46), урочище Исаиха.

## История
До 12 апреля 2010 года входила в состав Дубишкинского сельского поселения.

## Население
| 2010 |
| ---- |
| 0    |

## Инфраструктура
Было личное подсобное хозяйство.

## Транспорт
Во времена Российской империи была связана дорогой с деревней Петрово, где располагалась усадьба помещика.

### Топографические карты
- Лист карты O-36-71 Ореховно. Масштаб: 1 : 100 000. Состояние местности на 1982 год. Издание 1986 г.
- Лист карты O-36-XVIII Пестово. Масштаб: 1 : 200 000. Состояние местности на 1982 год. Издание 1988 г.